# Garypidae
Famille
Synonymes
- Synsphyronidae Beier, 1932

Les Garypidae sont une famille de pseudoscorpions.
Elle comporte plus de 90 espèces dans onze genres.

## Distribution
Les espèces de cette famille se rencontrent en Océanie, en Afrique, en Amérique, en Asie et en Europe du Sud.

## Liste des genres
Selon Pseudoscorpions of the World (version 3.0) :
- Ammogarypus Beier, 1962
- Anagarypus Chamberlin, 1930
- Elattogarypus Beier, 1964
- Eremogarypus Beier, 1955
- Garypus L. Koch, 1873
- Meiogarypus Beier, 1955
- Neogarypus Vachon, 1937
- Paragarypus Vachon, 1937
- Synsphyronus Chamberlin, 1930
- Thaumastogarypus Beier, 1947

et décrit depuis :
- Anchigarypus Harvey, 2020

Les genres sont répartis en deux sous-familles par Harvey, Hillyer, Carvajal et Huey en 2020 : Garypinae pour Garypus et Anchigarypus et Synsphyroninae pour les autres.

## Publication originale
- Simon, 1879 : Les Ordres des Chernetes, Scorpiones et Opiliones. Les Arachnides de France, p. 1-332.